# Sinagoga grande corale di Hrodna
La sinagoga grande corale di Hrodna, costruita tra il 1902 e 1905, è situata a Hrodna, in Bielorussia.

## Storia

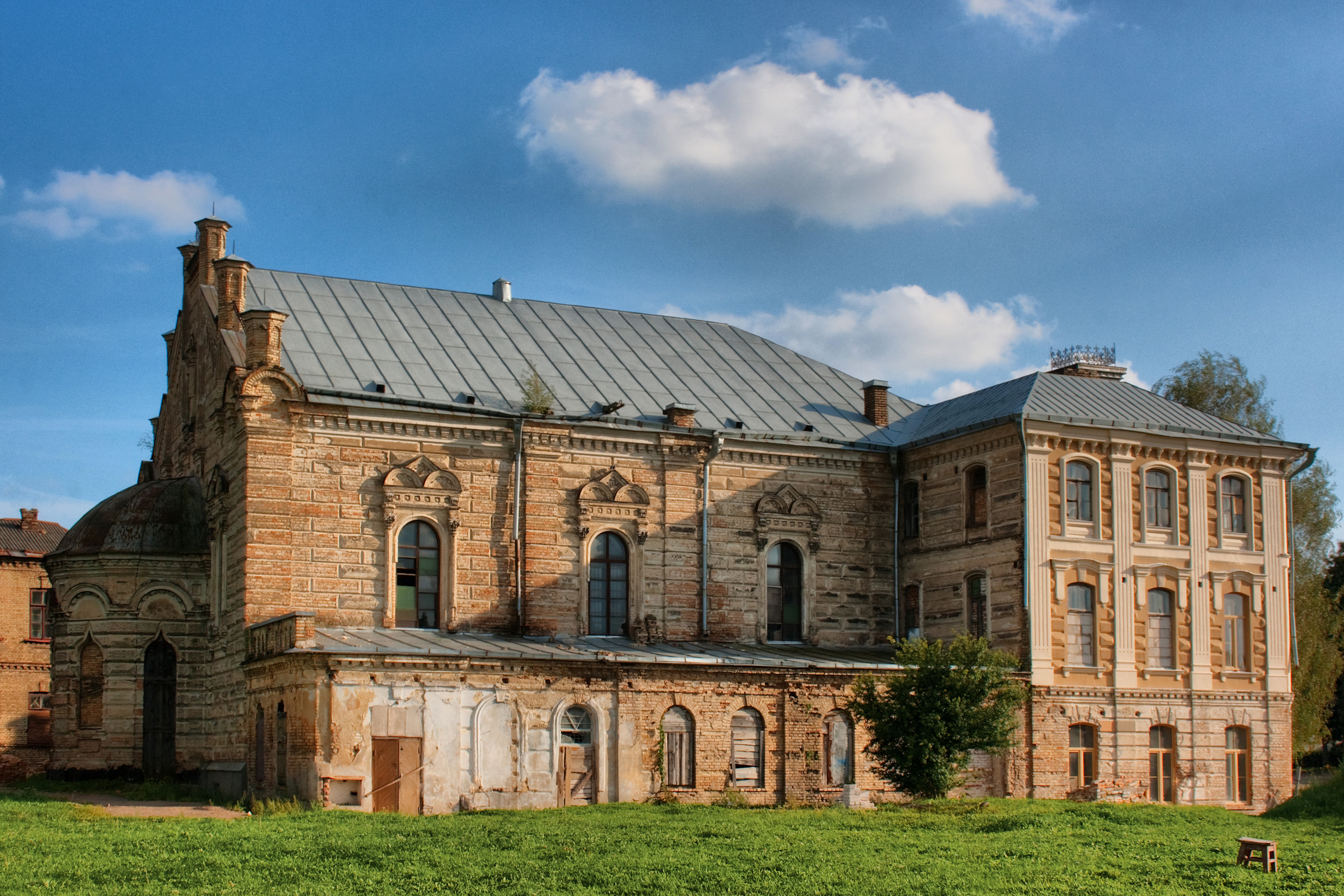
L'esterno della sinagoga

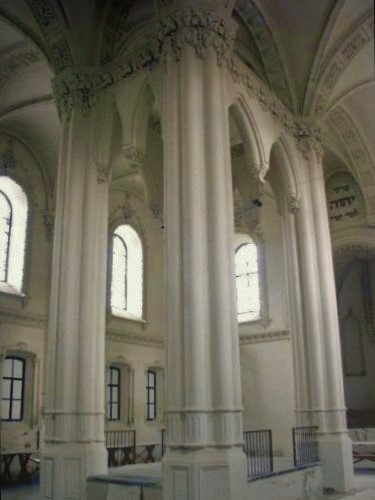
Interno (restaurato)

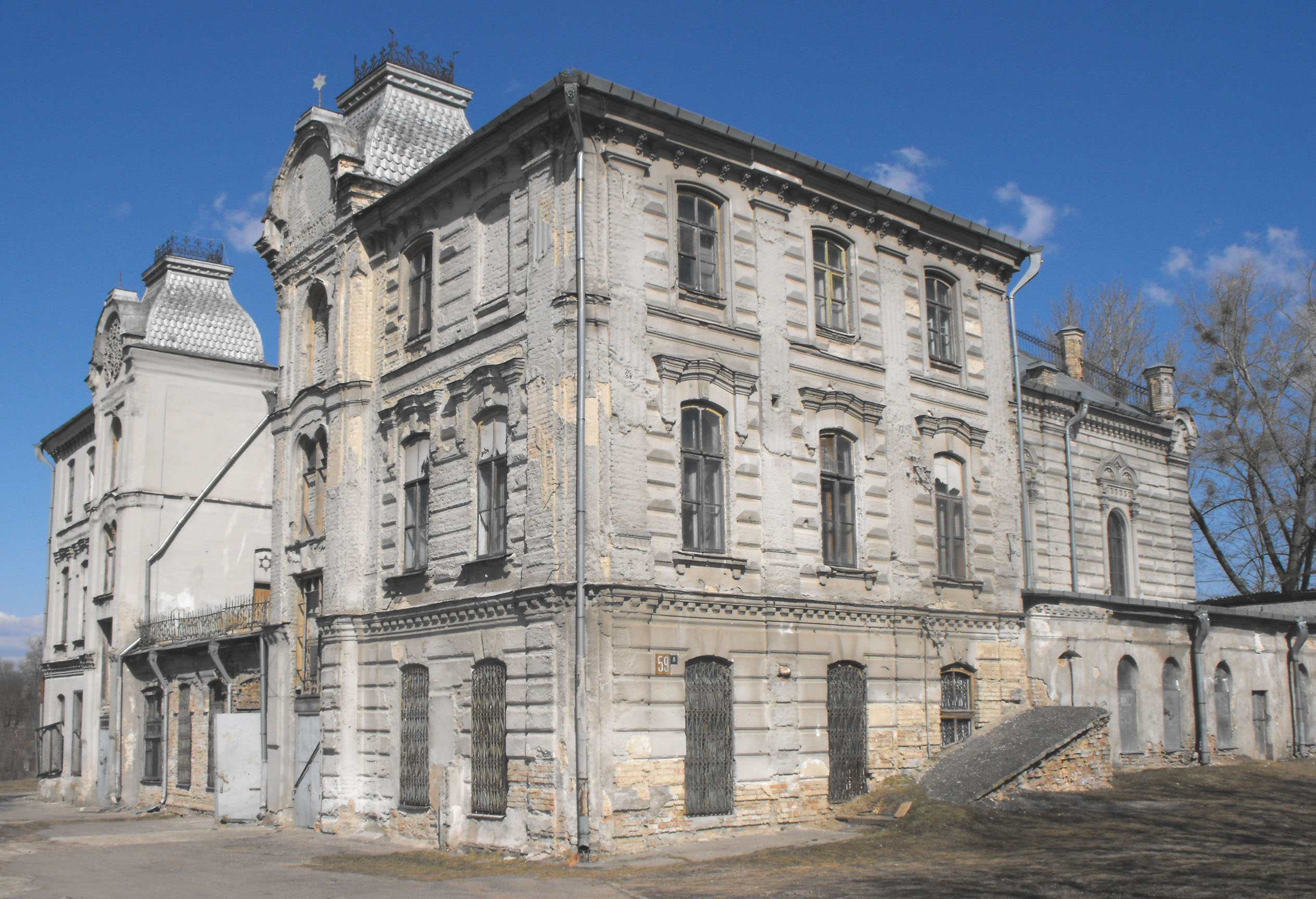
Veduta esterna (prima del restauro)

Hroda (Grodno) è una dei luoghi storici della presenza ebraica nella regione sin dal XVI secolo e per tale motivo fu costruita sul luogo una prima sinagoga in legno in stile barocco nel 1575-80 su progetto dell'architetto italiano Santi Gucci. Quando essa bruciò nel 1677 venne ricostruita e, quando avvenne un nuovo incendio nel 1899, la comunità locale incaricò l'architetto Ilya Frounkin di preparare il progetto di un nuovo edificio. La popolazione ebraica di Grodno era allora di circa 30.000 unità, più del 60% degli abitanti della città.
Frounklin ideò un grande edificio monumentale che all'esterno si presenta con una massiccia ma elegante struttura in stile eclettico, mentre l'interno riprende uno schema tradizionale delle sinagoghe polacche con una sala a pianta centrale con quattro grandi colonne che delimitano al centro l'area del leggio, sorreggendo i soffitti a volta, riccamente decorati con rilievi a stucco.
Durante l'occupazione tedesca della Bielorussia (1941-1944), il ricco interno dell'edificio subì gravi danni e gli arredi andarono perduti. I tedeschi utilizzarono il grande edificio come centro di raccolta per le deportazioni.
Nel dopoguerra, scomparsa con l'Olocausto la ricca presenza ebraica della regione, l'edificio fu utilizzato come magazzino per tutta l'era sovietica.
Nel 1991, l'edificio è stato restituito alla piccola comunità religiosa ebraica locale. Attualmente (2013), dopo decenni di degrado, la sinagoga è oggetto di importanti restauri, che stanno lentamente restituendo all'edificio il suo antico splendore.

## Galleria d'immagini

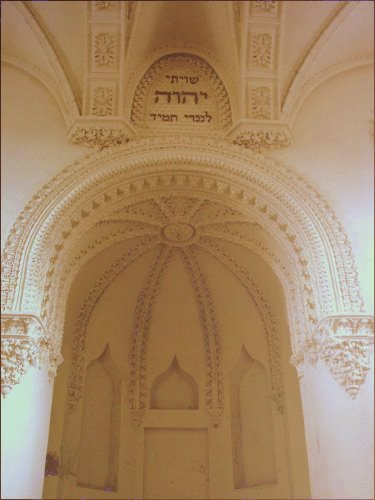
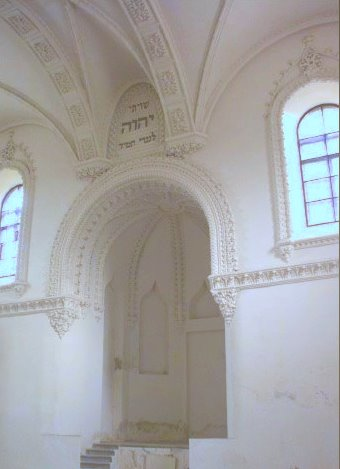
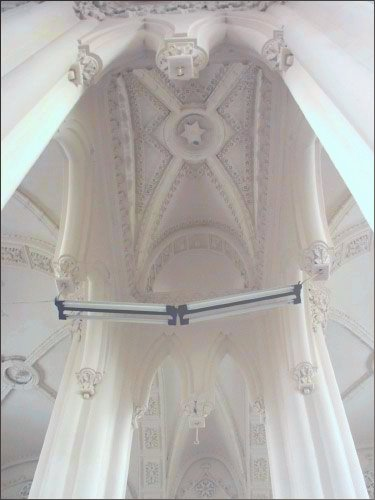
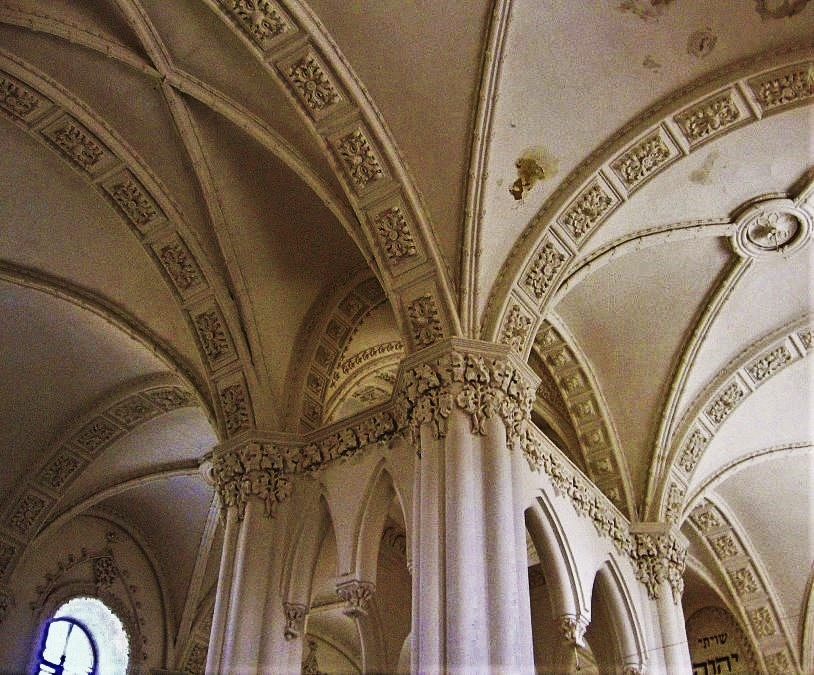
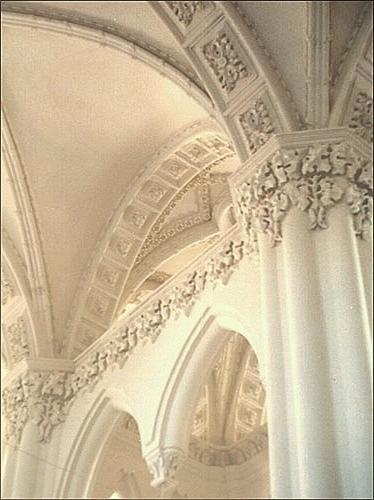
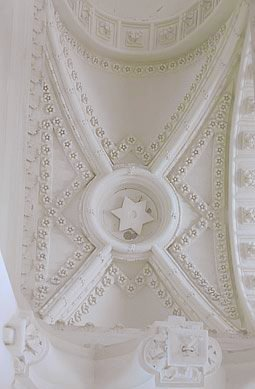